# 39 Andromedae
39 Andromedae (39 And), som är stjärnans Flamsteedbeteckning, är en optisk dubbelstjärna belägen i den mellersta delen av stjärnbilden Andromeda. Den har en skenbar magnitud på ca 5,95 och är svagt synlig för blotta ögat där ljusföroreningar ej förekommer. Baserat på parallaxmätning inom Hipparcosuppdraget på ca 9,6 mas, beräknas den befinna sig på ett avstånd på ca 341 ljusår (ca 105 parsek) från solen. Stjärnan rör sig bort från solen med en heliocentrisk radiell hastighet av 3,1 km/s. Stjärnan misstänks vara medlem i Ursa Major rörelsegrupp, även om King et al. (2003) listar det som en trolig icke-medlem.

## Egenskaper
Den ljusstarkare stjärnan 39 Andromedae A är en bekräftad Am-stjärna med spektralklass kA3hA7VmA9. Denna notering anger att dess spektrum visar kalcium-K-linjen för en A3-stjärna, vätelinjerna hos en stjärna av spektralklass A7 V eller typ A i huvudserien och metallinjerna i en A9-stjärna. Den har en radie som är ca 20 procent större än solens och utsänder ca 40 gånger mera energi än solen från dess fotosfär vid en effektiv temperatur på ca 8 100 K.
Den följande stjärnan hade år 2015 magnitud 12,48 och var separerad från primärstjärnan med 20,5 bågsekunder vid en positionsvinkel på 3°.